# マルクス・ウァレリウス・メッサッラ (紀元前188年の執政官)
マルクス・ウァレリウス・メッサッラ（ラテン語: Marcus Valerius Messalla、- 紀元前167年以降）は、紀元前2世紀初頭の、共和政ローマの政務官。紀元前188年にコンスル（執政官）を務めた。

## 出自
ローマでも著名なパトリキ（貴族）であるウァレリウス氏族の出身である。ウァレリウス氏族の祖先はサビニ族であり、王政ローマをロームルスとティトゥス・タティウスが共同統治した際に、ローマへ移住したとされる。その子孫に共和政ローマの設立者の一人で、最初の執政官であるプブリウス・ウァレリウス・プブリコラがいる。その後ウァレリウス氏族は継続的に執政官を輩出してきた。
父は紀元前226年の執政官マルクス・ウァレリウス・マクシムス・メッサッラ、祖父は紀元前263年の執政官マニウス・ウァレリウス・マクシムス・メッサッラである。この祖父が第一次ポエニ戦争でメッセネ（現在のメッシーナ）の解放に成功したことを称えて、メッサッラのコグノーメン（第三名）が与えられた。その後800年にわたって、彼の一族はこの名前を名乗り続けていた。

## 経歴
紀元前195年、ルキウス・コルネリウス・スキピオ（後のスキピオ・アシアティクス）と共にアエディリス・クルリス（上級按察官）に就任したとする説がある。しかしこの年のアエディリスは記録になく、この説を採らない研究者もいる。
紀元前193年、プラエトル・ペレグリヌス（外国人係法務官）に就任した。ローマ市民と外国人との間の訴訟に対応した。
紀元前190年、コンスル選挙に立候補したが、パトリキ候補としてはグナエウス・マンリウス・ウルソとマルクス・アエミリウス・レピドゥスも立候補していた。ティトゥス・リウィウスによれば、マルクス・フルウィウス・ノビリオルだけが当選し、次の日ウルソが同僚に選出され、メッサッラは最下位に沈んだという。
紀元前189年も終わりごろ、執政官選挙に再出馬し、またもレピドゥスと争ったが、今度は当選し、ガイウス・リウィウス・サリナトルと共に紀元前188年の執政官に就任した。この勝利はレピドゥスと選挙を管理した執政官ノビリオルが敵対関係にあったことに助けられたものと思われる。
メッサッラはリグリアの戦線を担当したが、勝利を収めることはできず、翌年の選挙を管理するためにその年の遅くローマ市へと戻ったという。
紀元前181年、ルキウス・アエミリウス・パウルスのレガトゥス（副司令官）としてリグリアで戦っている。ただこのウァレリウスは別人だと考える学者もいる。
紀元前174年、ペルセウス (マケドニア王)へのレガトゥス（外交使節）の一人として、ガイウス・ラエリウスらと共に派遣されている。これはペルセウスとカルタゴとの間に使者が行き交っていたという調査結果が出たためであった。翌年帰国したが、ペルセウスと会うことは出来ず、マケドニアは戦争の準備をしていると報告した。
紀元前172年、死去したルキウス・アエミリウス・パプスの代わりに、シビュラの書を管理する10人委員に選出された。
没年に関する資料はないが、紀元前167年以降と推定されている。

## 子孫
マルクス・ウァレリウス・メッサッラ (紀元前161年の執政官)は息子と思われる。

## 参考資料

### 古代の資料
- カピトリヌスのファスティ
- ティトゥス・リウィウス『ローマ建国史』
- 第三次マケドニア戦争

### 研究書
- Broughton R. Magistrates of the Roman Republic. - New York, 1951. - Vol. I. - P. 600.
- Broughton, T. R. S. (1991). “Candidates Defeated in Roman Elections: Some Ancient Roman "Also-Rans"”. Transactions of the American Philosophical Society (American Philosophical Society) 81 (4):  i-vi+1-64. JSTOR 1006532.
- Münzer F. Valerius 251 // Paulys Realencyclopädie der classischen Altertumswissenschaft . - 1955. - Bd. VIII A, 1. - Kol. 126.
- Münzer F. Valerius 252 // Paulys Realencyclopädie der classischen Altertumswissenschaft . - 1955. - Bd. VIII A, 1. - Kol. 126-127.
- Münzer F. Valerius Messala // Paulys Realencyclopädie der classischen Altertumswissenschaft . - 1955. - Bd. VIII A, 1. - Kol. 144-145.
- Volkmann H. Valerius // Paulys Realencyclopädie der classischen Altertumswissenschaft . - 1948. - Bd. VII A, 1. - Kol. 2292-2296.
- Volkmann H. Valerius 89 // Paulys Realencyclopädie der classischen Altertumswissenschaft . - 1948. - Bd. VII A, 1. - Kol. 2311.